# Compagnie centrale de réassurance
La Compagnie centrale de réassurance (CCR) (en arabe : الشركة المركزية لإعادة التأمين) est une société de réassurance algérienne dont le siège social est à Alger. Fondée en octobre 1973, elle a pour unique actionnaire l’État algérien.
La CCR a pour objet de développer le marché national de réassurance et d’optimiser la rétention de primes dans le pays.

## Historique
L’ordonnance N°73-54 du 1er octobre 1973 porte création de la Compagnie centrale de réassurance et approuve ses statuts.
La CCR est alors un établissement public à caractère industriel et commercial qui a pour objet d’effectuer des opérations de réassurance sous toutes ses formes, de contribuer au développement du marché national de la réassurance et d’augmenter la capacité et la rétention du marché.
Placée sous la tutelle du Ministère des finances, la CCR est, à sa création, la seule entité habilitée à effectuer des opérations de réassurance avec l’étranger que ce soit sous forme d’acceptations ou de rétrocessions.
Lors de sa création, la CCR hérite des portefeuilles réassurance des sociétés directes existantes à l’époque, à savoir la Compagnie algérienne d’assurance et de réassurance (CAAR), la Société algérienne d’assurance (SAA), et la Caisse nationale mutuelle d’assurance (CNMA).

## Capital social
La Compagnie centrale de réassurance est une société détenue à 100% par l’État,. Elle a débuté ses activités avec un capital social de 40 millions DZD (10,128 millions USD).
En 2022, le capital social de la compagnie atteint 30 000 millions DZD (219 millions USD).
Plusieurs augmentations de capital ont été initiées de 1987 à 2022 :
| Année | DZD            | USD         | Taux de change au 31/12 |
| ----- | -------------- | ----------- | ----------------------- |
| 1987  | 80 000 000     | 20 104 000  | 0,2513                  |
| 1992  | 140 000 000    | 5 796 000   | 0,0414                  |
| 1993  | 250 000 000    | 9 875 000   | 0,0395                  |
| 1995  | 500 000 000    | 11 200 000  | 0,0224                  |
| 1998  | 1 550 000 000  | 27 900 000  | 0,018                   |
| 2004  | 2 400 000 000  | 33 360 000  | 0,0139                  |
| 2007  | 4 000 000 000  | 60 000 000  | 0,015                   |
| 2008  | 5 000 000 000, | 72 000 000  | 0,0144                  |
| 2009  | 13 000 000 000 | 182 000 000 | 0,014                   |
| 2013  | 16 000 000 000 | 204 800 000 | 0,0128                  |
| 2015  | 19 000 000 000 | 176 700 000 | 0,0093                  |
| 2016  | 22 000 000 000 | 198 000 000 | 0,009                   |
| 2020  | 25 000 000 000 | 190 000 000 | 0,0076                  |
| 2022  | 30 000 000 000 | 219 000 000 | 0,0073                  |

### Actionnariat
Le ministère algérien des finances est l’unique actionnaire de la CCR,.

## Présidents et directeurs généraux

### Conseil d’administration de 2023
| Président du conseil | Abdallah Benseidi |
| -------------------- | ----------------- |
| Membres du conseil   | Ilhem Gherieb     |
| Membres du conseil   | Toufik Seddiki    |
| Membres du conseil   | Kamel Marami      |
| Membres du conseil   | Mohamed Belkacem  |
| Membres du conseil   | Djamel Adouane    |

### Présidence du conseil d'administration et direction générale
| Présidents directeurs généraux | Période        |
| ------------------------------ | -------------- |
| Lamine Titah                   | 1974 - 1982    |
| Aoumeur Hadj Sais              | 1983 - 1984    |
| Farouk Lazri                   | 1984 - 1987    |
| Djamel Eddine Chouiter         | 1987 - 2007    |
| Hadj Mohamed Seba              | 2007 - 2022    |
| Abdallah Benseidi              | 2022 à ce jour |

## Principales activités
La CCR souscrit des traités et risques facultatifs de réassurance à l’échelle nationale et internationale. L’activité du réassureur englobe les branches vie et non vie.
En 2022, le chiffre d’affaires de la CCR atteint 40 619 millions DZD (296 518 700 USD).
Les acceptations nationales représentent 83 % du chiffre d’affaires 2022 alors que les affaires internationales se limitent à 17 % et se composent essentiellement de traités dans les branches dommages.

## Participations de la CCR dans les sociétés d’assurance et de réassurance
| Sociétés                                                                 | Capital Social  | Participation CCR en % |
| ------------------------------------------------------------------------ | --------------- | ---------------------- |
| Africa Re                                                                | 285 140 500 USD | 3,05 %                 |
| Arab Re                                                                  | 75 000 000 USD  | 4,10 %                 |
| Med Re                                                                   | 28 512 120 USD  | 50,00 %                |
| Compagnie algérienne d'assurance et de garantie des exportations (CAGEX) | 22 800 000 USD  | 10,00 %                |
| Compagnie d'assurance des hydrocarbures (CASH Assurances)                | 76 000 000 USD  | 5,98 %                 |
| Société de garantie du crédit immobilier (SGCI)                          | 15 200 000 USD  | 2,10 %                 |
| Expertise Algérie (EXAL)                                                 | 3 800 000 USD   | 37,20 %                |
| Institut des hautes études financières (IAHEF)                           | 1 140 000 USD   | 7,20 %                 |
| École des hautes études d'assurance (EHEA)                               | 212 800 USD     | 7,14 %                 |
| Imprimerie des assurances                                                | 1 824 000 USD   | 50,00 %                |
| Djazair MED (SAGPS)                                                      | 2 280 000 USD   | 40,00 %                |

## Les pools d’assurance
La CCR gère trois pools d’assurance :

### Algerian catastrophe insurance pool (ACIP)
Le pool catastrophes naturelles (ACIP) couvre les risques séismes, inondations, glissements de terrain et tempêtes. Des traités de réassurance en quote-part fixent le taux de rétention des risques, soit 30 % pour les assureurs et 70 % pour la CCR. Un traité stop loss protège les cédantes en de cas de forte sinistralité.

### Pool responsabilité civile décennale
Le pool responsabilité civile décennale a été créé en 2009 par la CCR et un groupement d’assureurs algériens,. Le capital initial du pool est de 2 milliards DZD (27,96 millions USD). La gestion de la coassurance a été confiée à la Compagnie centrale de réassurance.

### Pool risques spéciaux
Le pool risques spéciaux a été mis en place en 2018. Il offre une protection contre les risques politiques, troubles civils, actes de terrorisme, etc. La CCR est responsable de la gestion de ce pool.